# Leuckartiara adnata
Leuckartiara adnata är en nässeldjursart som beskrevs av Pages, Gili och Bouillon 1992. Leuckartiara adnata ingår i släktet Leuckartiara och familjen Pandeidae. Inga underarter finns listade i Catalogue of Life.